# Holeszów PGR
Holeszów PGR es un pueblo en el distrito administrativo de Gmina Hanna, dentro del condado de Włodawa, Voivodato de Lublin, en el este de Polonia, cerca de la frontera con Bielorrusia. Se encuentra a unos 19 kilómetros al noroeste de Włodawa y a 76 kilómetros al noreste de la capital regional Lublin.